# بولفينون
البولفينون هو مركب عضوي ينتمي إلى فئات الإسترات، واللاكتونات، والكحول، والبيوتينوليدات، وهو مادة صلبة بلورية الشكل صفراء اللون. لا يتم إنتاج البولفينون بشكل طبيعي، إلا أن العديد من مشتقاته الهيدروكسيلية المعروفة تكون طبيعية المنشأ، ومن بينها مُركّبات البولفينونات الهيدروكسيلية التي تنتجها أنواع من الفطريات مثل فطريات بوليطيات الصنوبر الشائعة في أوروبا، وأنواع أخرى من العفن مثل الرشاشِيّة الأَرضِيّة.

## التاريخ
تنتج الفطريات مثل البوليط وأنواع من العفن والأشنيات مجموعة واسعة من الأصباغ المكونة من وحدة (مونومر) أو عدة وحدات (أوليغومرات) من حمض البوليفينيك. اكتشف الكيميائي والصيدلي الفرنسي أنطوان بيبرت في عام 1831 أثناء دراسته لمكونات الأشنيات مركبًا يسمى حمض الفالبنيك، وهو أول ميثيل إستر طبيعي معروف لحمض البولفينيك. توصّل الكيميائيان الألمانيان فرانز مولر وأدولف ستريكر بعد ذلك إلى مزيد من التفاصيل حول بنية هذا المُركّب في عام 1860. وجد الكيميائي الألماني أدولف شبيغل في عام 1880 أثناء محاولته لتوضيح بنية حمض الفلبنيك أن حمض الفلبنيك يمكن أن يتحوّل عند تصبنه إلى حمض ثنائي، وسمّى الحمض الثنائي الناتج بحمض البولفينيك.
أوضح الكيميائي الألماني جاكوب فولهارد بنية حمض البولفينيك عن طريق تخليقه من خلال التحلل المائي الأساسي لمركب ثنائي السيانان المقابل، وحصل من خلال هذه العمليّة أيضًا على كميات صغيرة من ناتج جانبي آخر. تمكّن كل من لودفيج كلايزن وتوماس إيوان في العام التالي من تخليق هذا المنتج الجانبي ووصفه بأنه 5-بنزيلدين-4-هيدروكسي-3-فينيلفيوران-2(5-هيدروجين)-ون.

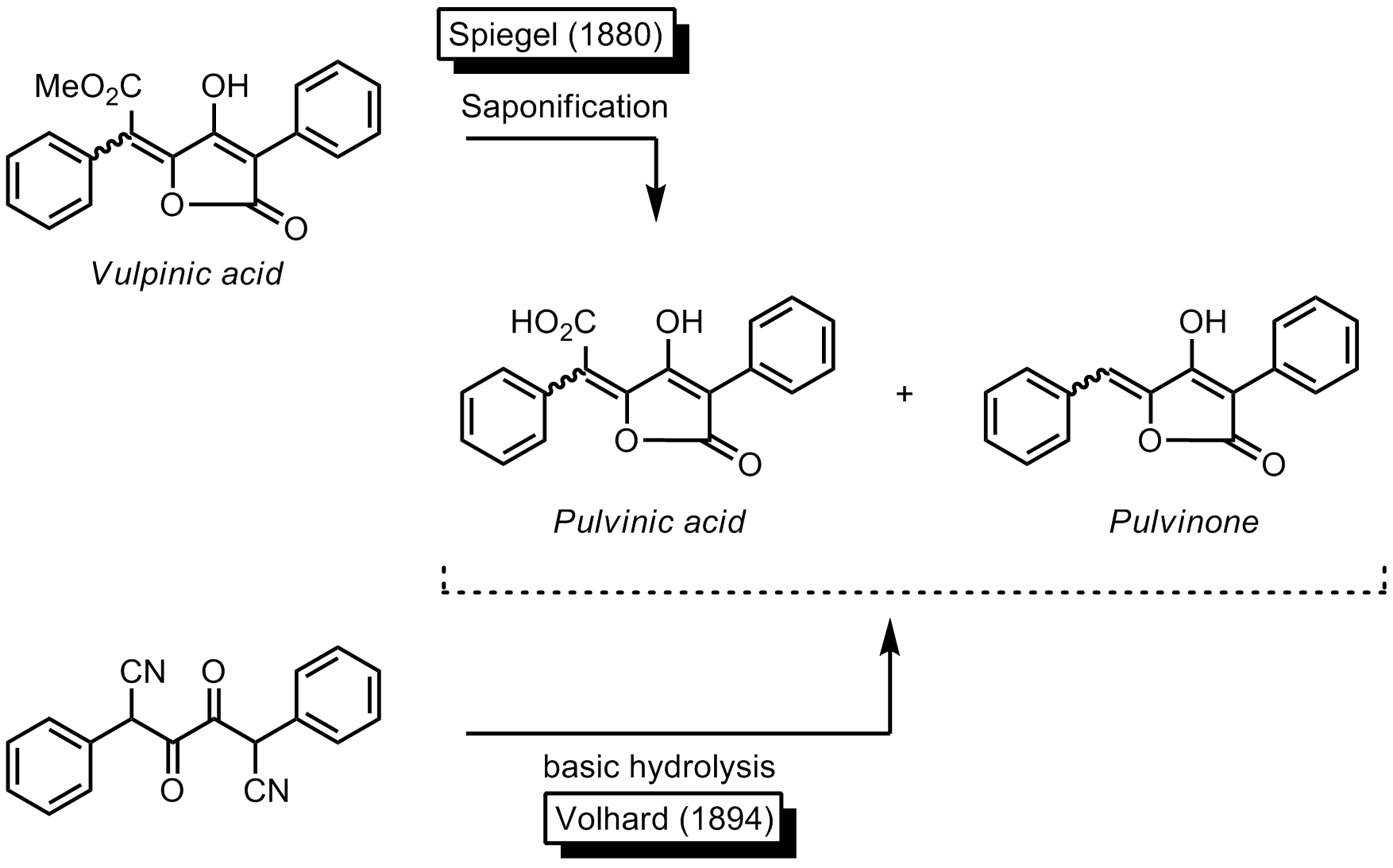
في الأعلى تخليق البولفينون من حمض الفالبنيك كما وصفه شبيغل، وفي الأسفل تخليقه من ثنائي السيانيد المقابل كما وصفه فولهارد

## الوجود في الطبيعة
أصبحت كلمة بولفينون بعد قرن من اكتشاف أوّل مُركبات البولفينون مصطلحاً يصف مجموعة من المُركبات الهيدروكسيلية. تمكّن الكيميائيان إدواردز وجيل من عزل أول مشتق هيدروكسيلي طبيعيّ المنشأ من مادة البولفينون في عام 1973. عُثر على هذا البولفينون ثلاثي الهيدروكسيل كأحد الأصباغ الرئيسية المسؤولة عن اللون الأصفر للساق والأغطية في فطر البوليط الأوروبي. ثم وجد الكيميائي سيتو وزملاؤه في نفس العام 1973 أيضاً بعض مُشتقّات البولفينون الهيدروكسيلية في مزارع فطر عفن الرشاشية الأرضية. أطلق سيتو وزملاؤه على هذه المركبات اسم الأسبولفينونات لتمييزها عن مُشتقّات البولفينون الهيدروكسيليّة التي عُثر عليها في فطر البوليط الأوروبي، ويُضاف إلى اسم مُركّب الأسبولفينون أيضًا حرف يشير إلى ترتيب الشطف الكروماتوغرافي لهذه المركبات بحيث سُمّي أقل الأسبولفينونات قُطبيّة بالأسبولفينون أ، ويليه في القطبية مُركّب الأسبولفينون ب، ... وهكذا.
يمكن تتبع مسار تخليق البولفينونات من حمض البولفينيك كما في العديد من الأصباغ الصفراء الأخرى التي تتكوّن في الفطريات والأشنيات. اكتُشفت بعد ذلك البنية الهيكلية للبولفينون في عدد من المنتجات الطبيعية. تحتوي جميع مُشتقّات حمض البولفينيك الأحادي (مثل حمض البولفينيك نفسه، وحمض الفولينيك، وحمض الكومفيديك، والأسبولفينونات، والكوديستاتينات)، أو أوليغوميراته (مثل الباديونات، والنورباديون، والأورانتريشولون) على العنصر الهيكلي للبولفينيك. لوحظ أن جميع مُشتقّات البولفينون التي تنشأ بشكل طبيعي، والتي عُثر عليها حتى الآن تكون على شكل الحرف Z.

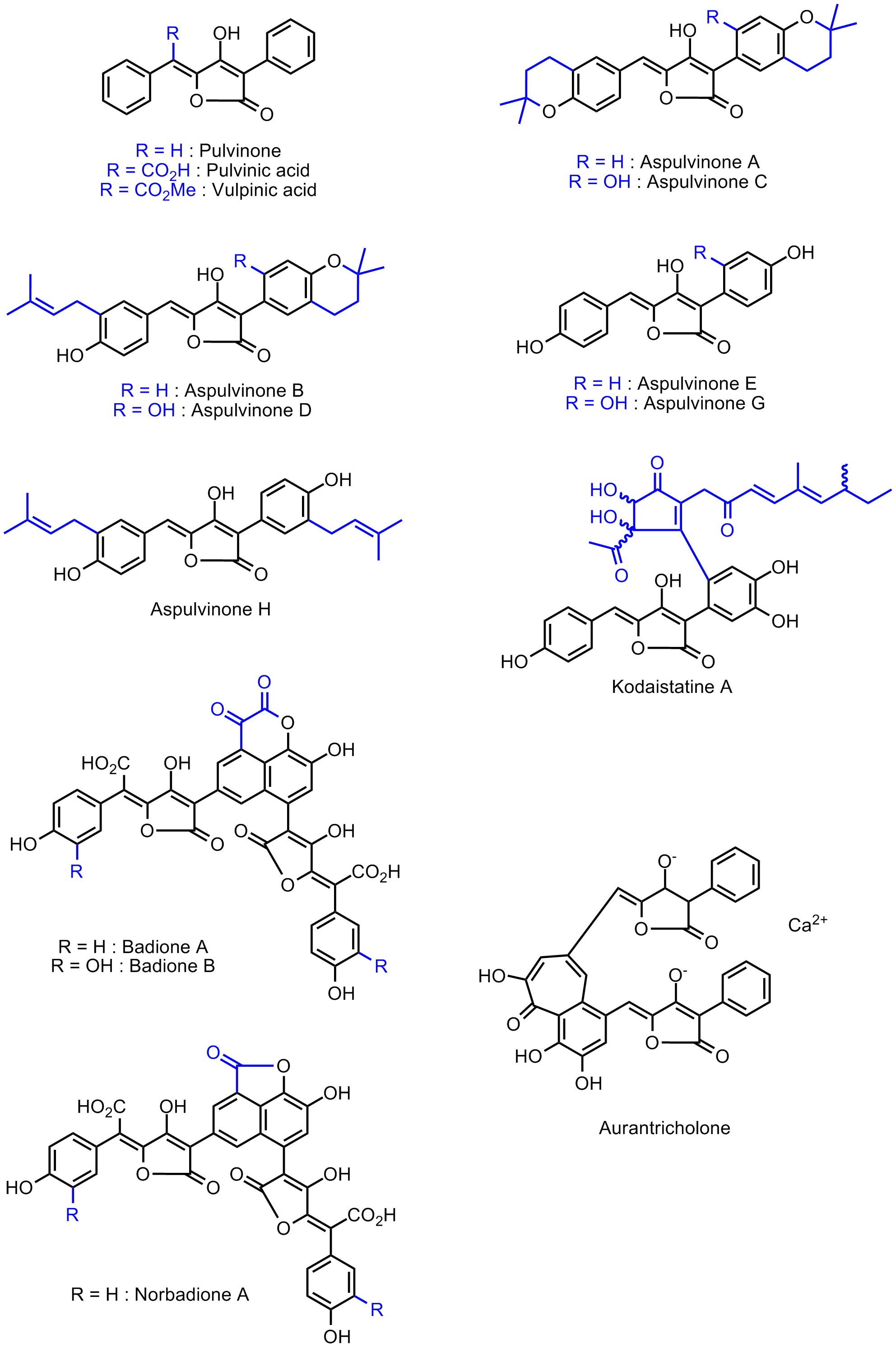
مشتقات البولفينونات طبيعية المنشأ

## الخصائص الدوائية
أظهرت الدراسات التجريبية التي أجراها ريس وآخرون على الفئران أن بعض مُركّبات البولفينونات تمتلك نشاطاً مضاداً للتخثر.
سجّلت شركتا امبريال للصناعات الكيماوية، وسميث وكلاين وفرنش في مطلع ثمانينيات القرن العشرين براءة اختراع لعدد كبير من مشتقات حمض الفالبنيك بسبب خصائصها المضادة للالتهابات والمضادة للحمى والمسكّنة للآلام. غير أن حمض الفلبنيك إلى جانب العديد من مشتقاته يُعتبر مُركّباً سامّاً للخلايا. تُظهر مُركّبات البولفينونات سمّية خلوية أقل مقارنة بحمض الفلبنيك ومشتقاته، لذا بحثت العديد من الدراسات في إمكانيّة استخدام أكثر من 100 مُركّب من مُركّبات البولفينونات للأغراض الدوائيّة، إلّا أن نتائج هذه الدراسات لم تُعلن حتّى الآن.
حصلت شركة وايث في عام 2005 على براءة اختراع لمُركّبات بدائل البولفينونات ثنائية الفينيل، والتي أظهرت نشاطاً واعداً ضد البكتيريا إيجابية الغرام، ومن بينها البكتيريا المقاومة للمضادات الحيوية، ولكن حتى الآن لم يتم تسجيل براءة اختراع لأنواع المضادات الحيوية التي تحتوي على مُركّبات البولفينونات إلا للاستخدام الحيواني فقط.

## التخليق الحيوي
يبدأ التخليق الحيوي لمُركّبات البولفينونات في الفطريات من الأحماض الأمينية العطرية مثل فينيل ألانين والتيروسين. تتشكل البنية الهيكلية للبولفينون بعد الأكسدة الأمينية لحمض البيروفيك الأريلي المقابل من خلال سلسلة من ثنائيات الوحدات والانقسامات الحلقية المؤكسدة ونزع الكربوكسيل.

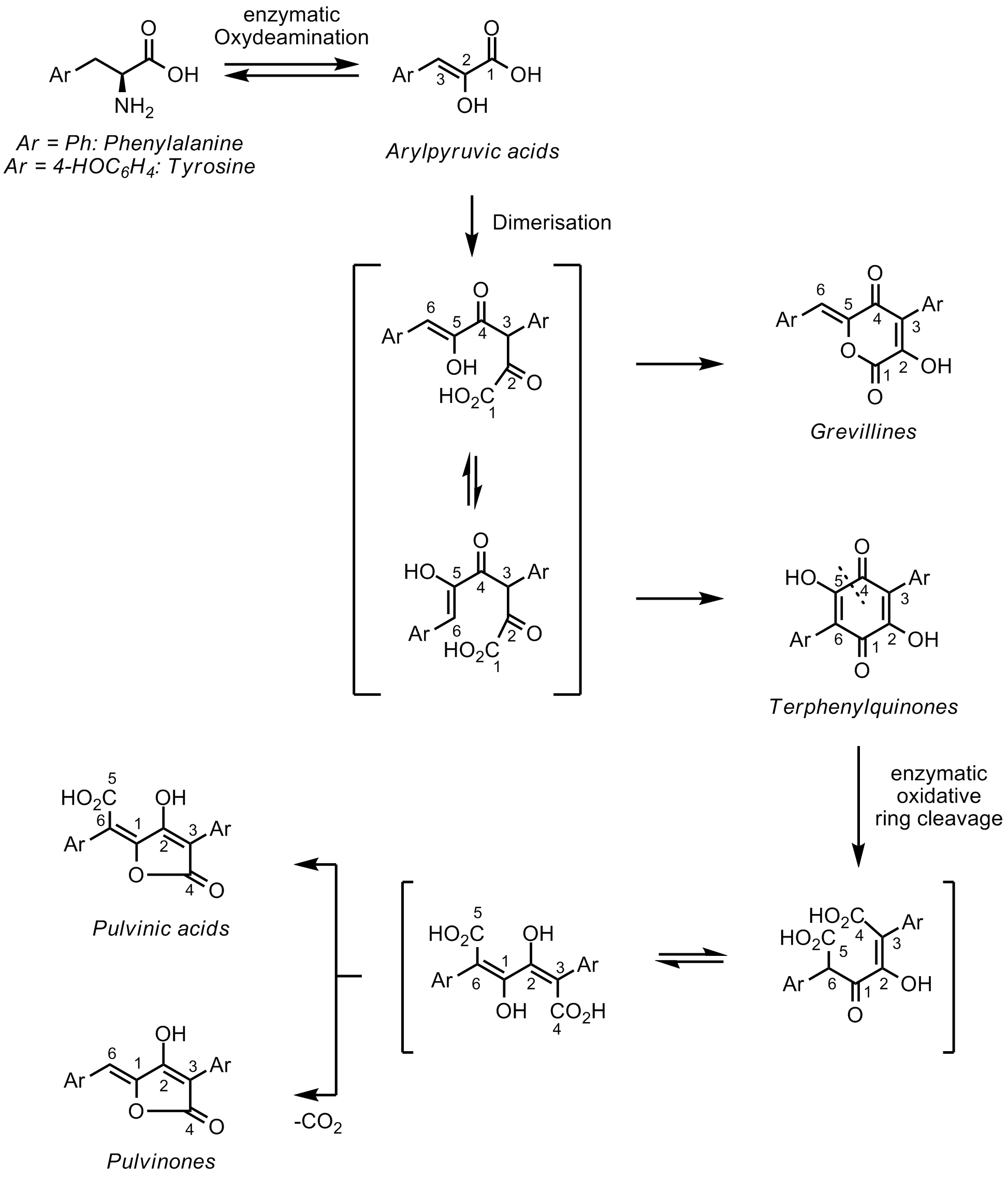
من المحتمل وجود علاقة وراثية حيوية بين الأحماض الأمينية العطرية مثل فينيل ألانين والتيروزين، وأحماض البيروفيك الأريلية المقابلة، وبين الأصباغ الفطرية مثل حمض البولفينيك والبولفينونات

## التخليق الصناعي الكامل
كان الكيميائيّ جاكوب فولهارد هو أول من تمكّن من تخليق حمض الفلبنيك وحمض البولفينيك والبولفينون. هناك أحد عشر طريقة معروفة حتى الآن لتخليق البولفينون صناعيّاً بشكل كامل، وهي:
طريقة كلايزن وإيوان التي اكتشفت في عام 1895.
طريقة نايت وباتيندين التي توصّلا إليها في عامي 1975 و1979. 
طريقة جيريس، ووكليش، وأموس ب. سميث الثالث التي توصّلوا إليها في عام 1979.
طريقة راميج وزملاؤه التي توصّلوا إليها في عام 1984.
طريقة كامبل وزملاؤه التي توصّلوا إليها في عام 1985.
طريقة جيل وزملاؤه التي توصّلوا إليها في عام 1990.
طريقة باتيندين، وتورفيل، وتشورلتون التي توصّلوا إليها في عام 1991.
طريقة كاوفيلد وزملاؤه التي توصّلوا إليها في عام 2005.
طريقة أنتين وزملاؤه التي توصّلوا إليها في عام 2006.
طريقة كازيبورا، وبروكنر التي توصّلا إليها في عام 2007.
طريقة بيرنييه، وموزر، وبروكنر التي توصّلوا إليها في عام 2007.